# Ridge A
Koordinaten: 81° 30′ 0″ S, 73° 30′ 0″ O
Ridge A ist ein Ort im Inneren der Ostantarktis 144 km südöstlich des Dome A und rund 1000 km vom Südpol entfernt. Diese Stelle haben 2009 australische und US-amerikanische Forscher um Will Saunders als „den kältesten, trockensten und zugleich ruhigsten Ort der Welt“ bezeichnet. Nach diesen Kriterien ist er damit weltweit am besten geeignet, um dort astronomische Forschung zu betreiben. Wie bei allen Orten der Antarktis ist man dort aber mit dem Problem von Nachthimmellicht und Polarlichtern konfrontiert.
Der Platz liegt auf etwa 4000 m Höhe auf 81,5 Grad Süd und 73,5 Grad Ost. Die Durchschnittstemperatur im Winter beträgt dort −70° Celsius, der Wassergehalt der Luft ist zu vernachlässigen.
Seit Januar 2012 befindet sich das High Elevation Antarctic Terahertz (HEAT) telescope auf dem Ridge A. Es ist ein kleines Teleskop von amerikanischen und australischen Astronomen.